# Турма
Ту́рма  (лат. turma) — конный отряд из 30—32 человек, 1/10 (алы) в армии Древнего Рима.
В Римской республике конница набиралась из римлян или их союзников и входила в состав легиона. Конница легиона состояла из 300 человек, которые делились на 10 взводов (турм) по 30 человек каждый, a турма на три десятка (декурии). Декуриями командовали три декуриона, один из которых командовал всей турмой.
Со времени императора Октавиана Августа конница стала вспомогательным родом войск. У римлян основой конницы была cohors equitatа, состоявшая из конницы и пехоты, а также ещё два типа: cohors equitata quingenaria, с пехотой из 480 человек и 4 турмы конницы, а также cohors equitata milliaria, с 800 пехоты и 8 турмами. Со временем появились верблюжьи турмы (dromedarii), то есть вместо лошадей в них использовали верблюдов. Император Траян создал первую такую алу, названную Ala I Ulpia dromedariorum Palmyrenorum.
В имперское время турмой командовал всё ещё декурион, которому помогали два чиновника принципала, а также sesquiplicarius (солдат с платой, большей обычной в полтора раза), duplicarius (солдат с двойной платой), знаменосец. Во время принципата каждому легиону давалось по четыре турмы. Статус конницы считался более низким, чем пехоты, поэтому они располагались лагерем отдельно от неё. Во время домината система командования конницей была сохранена с небольшими изменениями.
В византийское время турма была подразделением фемы и управлялась турмархом, соединявшим в своих руках военную и гражданскую власть.